# 石头口门水库
石头口门水库位于中国吉林省九台市西营城子镇，是以防洪、灌溉、供水为主，兼有发电、旅游、养殖等功能的大（一）型水库。汛限水位187.00米。
石头口门水库于1958年兴建，1959年开始蓄水，1965年主体工程竣工。目前是长春市的主要水源地之一，每年向长春市供水2.64亿立米，向九台市供水1000万立方米，向长春龙嘉国际机场供水300万立方米，是引松工程的重要中转站。
2003年10月被评为国家水利风景区。历史最高年度鱼产量可达130吨。